# AUSCANNZUKUS
AUSCANNZUKUS (акроним от английских наименований стран-участниц — Австралии, Канады, Новой Зеландии, Великобритании и США) — организация, созданная для взаимодействия в сфере обеспечения технической интероперабельности военно-морских сил этих пяти англоязычных стран (называемых на сленге также Five Eyes— «пять глаз»).

## Миссия и задачи
Цели организации определяются как достижение взаимопонимания и обмена знаниями в области производства продукции, относящейся к информационным системам C4 (Command, Control, Communications, Computers) для военно-морских сил.
Стратегии достижения этих целей включают:
- Выработку политики стандартов в отношении С4-систем.
- Выработку требований к интероперабельности С4-систем.
- Выявление, развитие и использование новых технологий.
- Обмен информацией о национальных возможностях С4-систем.

Формально обязанности участников не определены, однако на практике имеется историческая специализация. Так, начиная с 1940-х годов, Канада ведет активную работу в Арктике; Британия имеет большой опыт в криптографии; Австралия играет большую роль в наблюдении за действиями КНР в Азии.

## Организационная структура
AUSCANNZUKUS состоит из Наблюдательного совета, комитета C4 (Command, Control, Communications, Computers), а также ряда рабочих групп.

## История
Вопрос об организации технологического сотрудничества между военно-морскими силами США и Великобритании был впервые рассмотрен на высоком уровне в марте 1941 года, что привело к организации Комбинированной платформы электронных коммуникаций (CCEB). Организация AUSCANNZUKUS была создана по инициативе адмирала США Арли Бёрка и адмирала Королевских ВМС лорда Л. Маунтбеттена в 1960 году. Их целью было снять либо ограничить барьеры на пути технического взаимодействия между флотами в связи с предстоящим оснащением флотов новой аппаратурой связи. К 1980 году, после вхождения Новой Зеландии в качестве полноправного члена организации, AUSCANNZUKUS насчитывает 5 стран-участниц.

## Родственные организации
AUSCANNZUKUS поддерживает тесные связи с расположенными в Вашингтоне подразделениями Комбинированной платформы электронных коммуникаций (CCEB), Многосторонней программы интероперабельности (MIP), Программы ABCANZ (ABCANZ Armies), Совета по интероперабельности воздушных и космических войск и программы технического сотрудничества (TTCP).